# Monumentul Wesselényi din Zalău
Monumentul Wesselényi (în maghiară Wesselényi-emlékmű) este un grup statuar aflat în centrul municipiului Zalău. Monumentul a fost realizat de sculptorul János Fadrusz și îi reprezintă pe contele Miklós Wesselényi și pe țăranul Samson Pop din satul Rona. Monumentul a fost dezvelit în data de 18 septembrie 1902.